# Чемпіонат Франції з тенісу 1891
Чемпіонат Франції з тенісу 1891 (згодом відомий як Ролан Гаррос) — дебютний розіграш чемпіонату Франції. Турнір проводився на полі футбольного клубу Расинг, а його учасниками могли бути тільки мешканці Франції. Турнір проводився у двох розрядах: чоловічому одиночному та парному. Одиночку виграв британець за походженням Г. Бріґґз, а пару — французи Б. Дежуаю та Т. Легран.

## Чоловіки

### Одиночоний розряд
Г. Бріґґз переміг у фіналі  П. Беньйореса 6-3, 6-2

### Парний розряд
Б. Дежуаю /  Т. Легран перемогли у фіналі пару  Кушеваль-Кларіні /  Буланже